# Giuseppe Levi
Giuseppe Levi (né le 14 octobre 1872 à Trieste et décédé le 3 février 1965 à Turin) est un scientifique, médecin et anatomiste italien. Il est également l'ancien professeur des trois prix Nobel Rita Levi-Montalcini, Renato Dulbecco et Salvatore Luria. Lié à la famille Tanzi, il est apparenté à plusieurs personnalités importantes du XXe siècle italien : sa fille est l'écrivaine Natalia Ginzburg, son frère est le critique de théâtre Cesare Levi, la sœur de sa femme est Drusilla Tanzi, épouse d'Eugenio Montale.

## Biographie
Giuseppe Levi naît le 14 octobre 1872 à Trieste, fils de Michele Levi et Emma Perugia. Membre d'une riche famille de banquiers juifs, il termine ses études secondaires dans la capitale julienne, recevant ainsi une éducation de type mitteleuropéen : l'étude des langues s'accompagnait d'un penchant pour les sciences naturelles et d'une passion pour l'alpinisme et la gymnastique.

### Formation et premières recherches
À la mort de son père, toute la famille déménage à Florence où, en 1889, à l'âge de 17 ans, il eut l'occasion de fréquenter la section de médecine de l'Institut royal d'études supérieures pratiques et de perfectionnement. En 1892, il est admis comme interne à l'Institut de pathologie générale d'Alessandro Lustig, microbiologiste originaire de Trieste, où il reste jusqu'en 1895, année où il obtient son diplôme C'est à cette époque que Levi commence à publier ses premiers travaux expérimentaux : en collaboration avec Gino Galeotti, élève de Lustig et ami proche, il s'intéresse à la régénération des fibres musculaires et nerveuses ; il mène également une étude sur l'effet des sels sur les tissus rénaux
Entre 1897 et 1898, il est assistant à la Clinique des maladies nerveuses et mentales dirigée par Eugenio Tanzi à Florence. Cependant, l'activité clinique ne lui convenait pas : il préférait sans aucun doute le laboratoire à la salle d'hôpital. En effet, après avoir passé un an à Berlin dans le laboratoire de l'anatomiste Oscar Hertwig, il revient en 1900 dans la capitale toscane et quitta volontiers l'asile pour devenir assistant de Giulio Chiarugi à l'institut d'anatomie humaine, poste qu'il occupa pendant onze ans.
Ces premières expériences permettent au jeune Levi de se concentrer pleinement sur ses centres d'intérêt : l'histologie, l'anatomie et la cytologie. Il décide également de se consacrer au domaine de recherche qui allait le rendre célèbre : la structure et la fonction du tissu nerveux.

### Carrière universitaire et scientifique
Après avoir obtenu son habilitation à enseigner en 1902, Levi est nommé à la Station zoologique de Naples. Titulaire d'une chaire, il s'installe en 1910 à Sassari, où le suit son ami et élève Tullio Terni, avec lequel il poursuivit des études histologiques et embryologiques sur la structure et l'origine des mitochondries. En 1914, il devient professeur d'anatomie humaine normale à Palerme. Pendant son séjour à Palerme, lorsque la Première Guerre mondiale éclate, il s'engage comme officier médical volontaire dans le Carso. En 1919, il se vit confier la chaire d'anatomie humaine normale à l'université de Turin.
Sous sa direction, l'institut d'anatomie humaine atteint un niveau scientifique de renommée internationale, réussissant à obtenir des financements de la Fondation Rockefeller et orientant de nombreux étudiants vers la recherche. Il convient de noter que trois étudiants qui allaient recevoir le prix Nobel sont passés par l'institut qu'il dirige : Salvatore Luria, Rita Levi-Montalcini et Renato Dulbecco. Les trois scientifiques ont souvent exalté la figure de Levi comme celle d'un grand mentor, une personne estimable pour ses extraordinaires compétences techniques et scientifiques, mais aussi et surtout pour son côté humain. Montalcini est la seule des trois à poursuivre ses recherches dans le domaine de la neuroanatomie et à rester ainsi liée au professeur par une relation de collaboration professionnelle qui dura plus de trente ans.

### Antifascisme, lois raciales et fuite à l'étranger
À partir de 1922, année qui marque l'ascension définitive du fascisme en Italie, Levi ne cache pas ses opinions dissidentes, manifestant sa sympathie et cultivant des relations avec des personnalités politiques opposées au régime. C'est cette même année qu'il rencontre Carlo Rosselli, venu à l'université de Turin pour suivre des études de droit. Une amitié naquit entre le révolutionnaire antifasciste et la famille Levi, qui se renforce pendant l'exil parisien de Mario Levi, le troisième des cinq enfants du professeur, membre de la résistance antifasciste turinoise. De plus, en décembre 1926, lorsque la fuite en France de Filippo Turati est organisée, Levi accepte avec enthousiasme d'offrir son appartement comme cachette au parlementaire socialiste.
Levi, qui avait été l'un des signataires du Manifeste Croce, se trouve en grande difficulté lorsque, au cours de l'année universitaire 1931-1932, le régime décide d'imposer aux professeurs du Royaume le serment d'allégeance au fascisme. Après bien des hésitations, il décide finalement de signer, comme l'avaient fait la quasi-totalité des enseignants. Derrière ce choix se cachaient son attachement profond à la vie de laboratoire et son inquiétude pour l'avenir universitaire de ses étudiants, en particulier les plus prometteurs. C'est en percevant ce dévouement sincère à son rôle de chercheur et d'enseignant que les étudiants, dès qu'ils ont pris connaissance de sa décision, accueillirent la nouvelle par un tonnerre d'applaudissements. Le serment n'a toutefois pas freiné les manifestations de désaccord du professeur, qui a au contraire continué à faire entendre sa voix d'opposant à plusieurs reprises en public.

### Retour en Italie
De retour à Turin, il continue ses recherches expérimentales dans le laboratoire improvisé et semi-clandestin mis en place par son élève Rita Levi-Montalcini. Mais les deux chercheurs sont contraints d'interrompre leurs travaux en raison des bombardements répétés qui frappent le nord de l'Italie en 1943. Le professeur passe alors plusieurs mois dans la clandestinité, d'abord dans les environs d'Ivrée, puis dans la région d'Asti, changeant même son nom de famille, de Levi à Lovisatto, jusqu'à ce que son fils Gino, informé d'une rafle imminente dans le lieu où se cachait son père, le mette en sécurité et l'escorte jusqu'à Florence, où il reste jusqu'à la fin de la guerre.
En 1945, après la libération, il est réintégré dans l'enseignement et dans les sociétés académiques auxquelles il appartenait. En 1947, le Conseil national de la recherche lui confie la direction du « Centre d'étude sur la croissance et la sénescence des organismes ». Ce centre apporte d'importantes contributions à l'étude du système nerveux pendant la période embryonnaire, en particulier en ce qui concerne les relations entre la neurogenèse et la formation des organes périphériques chez l'embryon : une ligne de recherche qui découlait des expériences menées par son élève Rita Levi-Montalcini, seule et en collaboration avec le professeur.
Lors des élections de 1948, il se présente comme député avec le Front démocratique populaire : il obtient 17 007 voix et n'est pas élu. Atteint d'un cancer de l'estomac, il décède à Turin en 1965, à l'âge de 92 ans. Il est enterré au cimetière monumental de Turin.

## Publications
- (it) Vita autonoma di parti dell'organismo. La coltivazione dei tessuti. Bologne, 1922[3].
- (it) Atlante manuale di anatomia umana. (Werner Spalteholz et Wilhelm His). Edizione Italiana a cura di Giuseppe Levi. Vallardi, 1924.
- (it) Trattato di istologia. Turin, 1927[18].
- (it) Fisiopatologia della vecchiaia. In coll. con Alberto Papere e Gaetano Viale. Milan, 1933-1934[18].
- (it) Relazione sull'opera scientifica dell'Istituto Anatomico Della Regia Università di Torino, 1934-1936. Turin, 1936[3].
- (it) Tessuto - Biologia in: Enciclopedia italiana di scienze, lettere ed arti. ROMA 1937, vol. XXXIII, pp. 703–713[3].
- (it) Istituzioni di anatomia dell'uomo. (Giulio Chiarugi). A cura di Giuseppe Levi. Milan, 1948, 1954, 1959[1].
- (it) Commemorazione del socio Nello Beccari. Accademia Nazionale dei Lincei, XXIV, 1958, pages 101–113[3].
- (it) [image] La senescenza degli organismi. Parte 1., Scientia : revue internationale de synthèse scientifique, 88, 1953, pages 103–107.
- (it) La senescenza degli organismi. Parte 2., Scientia : revue internationale de synthèse scientifique, 88, 1953, pages 135–140.